# 吳希哲
吳希哲（1604年—1674年），字睿卿，號嵩輪，浙江嚴州府淳安縣人，明朝、南明政治人物。

## 生平
吳希哲是天啟七年（1627年）丁卯科浙江鄉試第四十七名舉人，崇禎四年（1631年）辛未科進士。吏部觀政，授惠州府推官，六年（1633年）任廣東鄉試同考官，九年（1636年）任江西鄉試同考官。他生活刻苦，不用官府財物，辦公幹練，平定九連山的流寇。海盜劉香詐降，吳希哲探查得知實情，即暗中準備軍隊，約定福建兵士來攻。海盜入侵潮州，聽說他來到，就說：「吳希哲為官清廉，不為利誘，我們願意就撫。」得知諭旨後退兵。適逢福建兵士來臨，吳希哲用奇招乘風殲滅。十一年（1638年）遷刑科給事中，監督浙江、南直隸糧餉。因為東南賦役繁重，額外加輸糧餉到一百八十萬。入蘇州，他立刻與撫按緝捕貪贓枉法的官吏以補助軍隊，舒緩民力。
弘光帝繼位，吳希哲改任工科左給事中，上奏都城內有人假冒皇族勳貴，於南京橫行霸道，欺凌民商，請求下旨嚴厲緝拿，擢吏科都給事中。左良玉出兵東下，馬士英打算挾持弘光帝出幸貴陽，得吳希哲竭力勸阻方罷。清朝兵士追趕南明君臣，吳希哲請求防備淮安和揚州，未獲理會。錢謙益表示應該收徵陳洪範，弘光帝說：「國家何嘗不要人才，只是收徵後而不得其用。」吳希哲退朝後說：「賈似道放棄淮安、揚州。」其時九卿十三道聯合檢舉左良玉，他高聲說：「今日所重視的不在湖廣，應該出奏章彈劾馬士英。」同時再次請求固守江淮，作《防江公疏》呈上。弘光帝責備六科無檢舉左良玉的奏疏，因此罰吳希哲俸祿。
南京失陷，吳希哲隱居終身，康熙十三年（1674年）卒，享年七十二歲。

## 引用
1. ↑  《崇禎四年辛未科三百五十名進士履歷》：吳希哲，嵩輪，春秋，癸卯十二月二十七日生。淳安人，丁卯四十七，會一百七十六，三甲一百八十三名。吏部政，惠州府推官，癸酉本省同考，丙子江西同考，大計舉卓異，以連城剿寇軍功，三奉旨減俸優選，丁丑行取考察，戊寅選刑科給事中。曾祖鐸；祖文顯；父一棟。
2. 1 2  錢海岳《南明史·卷三十三·列傳第九》：吳希哲，字睿卿，淳安人。崇禎四年進士。授惠州推官。刻苦不用官物，案無留牘，平九連山寇。海盜劉香偽降，希哲詗其奸，陽款而陰修戰備，約閩兵來攻。盜犯潮州，聞希哲至，曰：「是官廉不為利誘者，願就撫。」聞壁諭之乃退。適閩兵至，希哲出奇乘風殲之。遷刑科給事中，督浙、直餉，以東南賦役煩疲，額外加輸，至一百八十萬。入蘇，即與撫按糾墨吏賕以佐軍，舒民力。
3. ↑  光緒《續纂淳安縣志·卷七·選舉志一》：……乙科……（天啟）七年 吳希哲 進士
4. ↑  錢海岳《南明史·卷三十三·列傳第九》：安宗立，改工科左，奏都城假冒宗戚，偽勳奸弁，橫行不道，虐民戾商，請旨嚴緝。尋擢吏科都給事中。左良玉兵東下，馬士英將挾駕幸貴陽，希哲力諫，乃止。清兵追，請備淮、揚，不省。士英、錢謙益言應收陳洪範，上曰：「國家何嘗不收人，惟收而不得其用。」希哲退曰：「賈似道棄淮、揚矣。」會九卿十三道合糾良玉公疏上，希哲大言曰：「今日所重不在楚，宜出公疏糾士英。」並再請固守江、淮，乃以防江公疏上。上責六垣無討良玉疏，罰希哲俸。南京亡，隱居卒。年七十二。